# Амфифилност
Амфифилност (на старогръцки: αμφις, амфис заедно и на старогръцки: φιλíα филиа любов) е свойството на химичните съединения да проявяват едновременно хидрофилни и хидрофобни характеристики. Такива съединения се означават като амфифилни или амфипатични. Амфифилни вещества са детергентите, към които се отнасят и сапуните и повечето препарати.

## Видове амфифили
Липофилната група обикновено е дълга въглеводородна верига CH3-(CH2)N-СН3, N>3. Хидрофилната група попада в една от следните категории:
1. Заредени групи

- Анионни. R е въглеводородната верига:
  - Карбоксилати: RCO-
2;
  - Сулфати: RSO-
4;
  - Сулфонати: RSO-
3.
  - Фосфати: виж фосфолипиди.
- Катионни:
  - Амини: RNH+
3.

1. Полярни, незаредени групи. Примери за това са алкохоли с големи въглеводородни вериги, като диацил глицерол и олигоетиленгликолити с дълги алкилни вериги.

Когато се поставят в несмесваща се двуфазно система, състояща се от водни и органични разтворители амфифилните съединения се разделят на две фази. Степента на хидрофобни и хидрофилни части определя степента на разделяне.